# Wielkie Drogi
Wielkie Drogi – wieś w Polsce, położona w województwie małopolskim, w powiecie krakowskim, w gminie Skawina, przy drodze krajowej nr 44. 
Przez miejscowość przebiega linia kolejowa 94 ze stacją Wielkie Drogi.
W latach 1954–1972 wieś należała i była siedzibą władz gromady Wielkie Drogi. W latach 1975–1998 miejscowość administracyjnie należała do województwa krakowskiego.
W roku 2021 we wsi mieszkało 1268 osób, z czego 50,2% stanowiły kobiety, a 49,8% mężczyźni.

## Integralne części wsi
| SIMC    | Nazwa         | Rodzaj    |
| ------- | ------------- | --------- |
| 0335551 | Chałupy       | część wsi |
| 0335568 | Kanowskie     | część wsi |
| 0335568 | Koło Gościńca | część wsi |
| 0335568 | Nowina        | część wsi |
| 0335568 | Trzebol       | część wsi |
| 0335568 | Zagrody       | część wsi |
| 0335568 | Zawalina      | część wsi |

## Zabytki
Obiekt wpisany do rejestru zabytków nieruchomych województwa małopolskiego.
- Park dworski z aleją dojazdową.